# Арі Лемке
Арі Лемке (фін. Ari Lemmke; нар. 12 грудня 1963) — фінський інформатик, відомий тим, що дав назву операційній системі Linux.
Лінус Торвальдс планував назвати її «Freax», що є схрещенням слів «free» та «freek», плюс додання літери «Х», котра часто використовується у іменах Unix-подібних операційних систем. Арі на той час був адміністратором FTP серверу комп'ютерної мережі фінських університетів, і запропонував Лінусу розмістити там ядро Linux для сприяння розповсюдженню системи. Однак, Арі чомусь не сподобалося ім'я «Freax», і він створив на сервері для системи теку з назвою «Linux», котра й стала ім'ям для ядра.